# Vintagetøj
Vintagetøj er en generisk term, der bruges om tøj, der stammer fra en tidligere periode. Ordet bruges også i forbindelse med butikker, der sælger denne type tøj, en såkaldt vintagebutik. Generelt betegnes vintagetøj som beklædningsgenstande, som stammer fra et sted mellem 1920'erne og begyndelsen af 1980'erne. Udtrykket er også blevet brugt om møbler og interiør idet dette nogle gange forhandles i samme specialbutikker som forhandler vintagetøj.
Folk bruger vintagetøj for at skille sig ud og få noget unikt, som ikke kan fås i moderne tiders massefremstilling af store kendte mærker, der kan fås over hele verden. Desuden fremhæves også kvaliteten, da tøj tidligere var fremstillet til at kunne holde meget længere, end det er i dag.
Vintagetøj købes typisk i vintagebutikker, loppemarkeder, genbrugsbutikker og handles mellem privatpersoner. Mange forhandlere af vintagetøj vil også sælge andre typer beklædningsgenstande som sko, hatte, smykker og tasker.

## Definition
Der er ingen præcis afgrænsning for, hvornår en beklædningsgenstand kan betegnes som "vintage". Der er dog nogenlunde enighed om, at tøj fra før 1920 betegnes antikt.
Den danske vintageblogger Pia Storm definerer vintagetøj som at gå fra 1920-1970, og kalder de efterfølgende årtiers tøj for "retro" mens andre angiver at alt der er mere end 15-20 år gammelt er vintage. Sue Nightingale bruger 1920-1960 som definition i bogen A Dandy Guide to Dating Vintage Menswear.
Nogle mener, at vintagetøj skal være ubrugt, mens andre igen mener, det skal være designertøj, for at være ægte vintage. Størstedelen af vintagetøj har været brugt før, men en lille procentdel er ubrugt, og disse vil typisk være gamle varelagre. "Nyt" vintagetøj vil normalt være mere værdifuldt end noget, som har været brugt.
Vintagetøj kan enten være industrielt fremstillet, skræddersyet eller syet af privatpersoner f.eks. via hjemmesider som eBay og Etsy.

## Størrelser
Særligt i USA har vanity sizing været skyld i, at størrelsesangivelser i vintagetøj er mindre end den tilsvarende størrelse i moderne produceret tøj. Eksempelvis vil en størrelsen Medium (M) fra 1970'erne være nogenlunde samme størrelse som en Extra Small (XS) i 2010'erne. Da fedme var relativt sjældent inden 1980'erne er store størrelser typisk sjældne.

## Historie
Vintagetøj begyndte først for alvor at blive populært i 1990'erne, delvist som følge af øget synlighed, da flere modeller og kendisser brugte det i offentlige sammenhænge. Dette tæller bl.a. Julia Roberts, Renée Zellweger, Chloë Sevigny, Tatiana Sorokko, Kate Moss, and Dita Von Teese. I mere moderne tid har sangeren Taylor Swift flere gange optrådt i vintagetøj.
Flere populære og succesfulde historiske dramaer var også med til at øge kendskabet til tidligere perioders mode og dermed også efterspørgslen. I 2010 blev bladet Vintage Life udgivet for første gange.
En større opmærksomhed på bæredygtighed og genbrug har også fået flere til at genbruge og reparere tøj frem for blot at smide det ud. Nogle gange upcycles vintagetøj ved at sy det om, skifte for eller lignende for at give det et mere moderne look.
Opblomstringen af subkulturer som rockabilly og swing har ligeledes øget efterspørgslen. I 2016 blev der for første gang afholdt vintagemesse i København.

## Vintagesinpireret og vintagestil
Modedesignere har altid ladet sig inspirere af tidligere tider, og hele eller dele af tidligere perioders mode vil derfor kunne blive populære igen. Vintagetøj vil typisk holde og nogle gange øge i værdi, da det er gammelt og findes i begrænset mængde. Derudover har man fremstillet beklædningsgenstandene én af gangen og med større fokus på detaljer, hvilket har gjort dem mere holdbare.
I dag fremstilles der tøj med inspiration fra vintagetøj eller bestemte stilperioder. Disse genstande bliver masseproduceret, typisk i Kina, og også ofte i andre materialer (polyester, nylon osv.), end man oprindeligt ville have anvendt. Eksempelvis har de såkaldte slip dresses fra begyndelsen af 1990 hentet inspiration fra 1930'ernes underkjoler, men vil typisk være fremstillet i syntetiske materialer. Denne type tøj kaldes for "vintagestil", "vintage inspireret" eller "repro". De fungerer som et mere tilgængeligt og ofte billigere alternativ til ægte vintagetøj. Der vil ikke være risiko for at stoffet på samme måde er mørt, som ægte vintage, og butikker, der forhandler denne type beklædning, vil også have dem i flere størrelser, farver og/eller tekstiler.